# Noorwegen op de Olympische Zomerspelen 2016
Noorwegen nam deel aan de Olympische Zomerspelen 2016 in Rio de Janeiro, Brazilië. De selectie bestond uit 62 atleten, actief in dertien verschillende sporten. Onder de deelnemers waren zestien atletes die actief waren in het vrouwentoernooi van het handbal, waarin ze de halve finale verloren. Noorwegen, destijds regerend wereldkampioen, versloeg wel Nederland in de wedstrijd om het brons.
Naast het brons in het handbal won Noorwegen nog drie bronzen medailles – de slechtste prestatie op de Zomerspelen sinds 1984. Naast 2004 was de Noorse olympische ploeg overigens de kleinste ploeg sinds de Spelen van 1968 in Mexico-Stad. Twee van de drie bronzen medailles werden gewonnen in het roeien; ook won worstelaar Stig André Berge brons in de klasse tot 59 kilogram Grieks-Romeins na het verslaan van Rovshan Bayramov in de bronzen finale.
Schutter Ole Kristian Bryhn droeg de Noorse vlag tijdens de openingsceremonie; doelvrouw van het handbalteam Kari Aalvik Grimsbø deed dat bij de sluitingsceremonie.

## Medailleoverzicht
| Sport     | Olympiër | Discipline               | Medaille |
| --------- | --- | ------------------------ | -------- |
| Handbal   | Noors handbalteam Kari Aalvik Grimsbø Mari Molid Emilie Hegh Arntzen Veronica Kristiansen Ida Alstad Heidi Løke Nora Mørk Stine Bredal Oftedal Katrine Lunde Linn-Kristin Riegelhuth Koren Amanda Kurtović Camilla Herrem Sanna Solberg | vrouwen                  | Brons    |
| Roeien    | Kjetil Borch Olaf Tufte | dubbel-twee (m)          | Brons    |
| Roeien    | Kristoffer Brun Are Strandli | lichte dubbel-twee (m)   | Brons    |
| Worstelen | Stig André Berge | –59kg Grieks-Romeins (m) | Brons    |

## Deelnemers
(m) = mannen, (v) = vrouwen, (g) = gemengd

### Atletiek
| Olympiër                  | Discipline             | Resultaat | Prestatie                                               |
| ------------------------- | ---------------------- | --------- | ------------------------------------------------------- |
| Jaysuma Saidy Ndure       | 200m (m)               | 58e       | serie 9: 7de in 20,78                                   |
| Filip Ingebrigtsen        | 1500m (m)              | DSQ       | serie 2: DSQ                                            |
| Henrik Ingebrigtsen       | 1500m (m)              | 20e       | serie 3: 5de in 3.38,50 halve finale 1: 11de in 3.42,51 |
| Karsten Warholm           | 400m horden (m)        | 9e        | serie 3: 1ste in 48,49 halve finale 3: 4de in 48,81     |
| Sondre Nordstad Moen      | marathon (m)           | 19e       | 2:14.17                                                 |
| Erik Tysse                | 20 km snelwandelen (m) | 48e       | 1:26.06                                                 |
| Håvard Haukenes           | 50 km snelwandelen (m) | 7e        | 3:46.33                                                 |
| Sven Martin Skagestad     | discuswerpen (m)       | 13e       | kwalificatie groep B: 8ste met 62,45m                   |
|                           |                        |           |                                                         |
| Ezinne Okparaebo          | 100m (v)               | 28e       | serie 3: 4de in 11,43                                   |
| Hedda Hynne               | 800m (v)               | 38e       | serie 6: 5de in 2.01,64                                 |
| Karoline Bjerkeli Grøvdal | 5000m (v)              | 7e        | serie 2: 4de in 15.17,83 finale: 7de in 14.57,53        |
| Karoline Bjerkeli Grøvdal | 10000m (v)             | 9e        | 31.14,07                                                |
| Isabelle Pedersen         | 100m horden (v)        | 10e       | serie 3: 3de in 12,86 halve finale 3: 3de in 12,88      |
| Amalie Iuel               | 400m horden (v)        | 29e       | serie 3: 6de in 56,75                                   |
| Ingeborg Løvnes           | 3000m steeplechase (v) | 33e       | serie 1: 13de in 9.44,85                                |
| Tonje Angelsen            | hoogspringen (v)       | 32e       | kwalificatie groep B: 16de met 1,80m                    |

### Boogschieten
| Olympiër     | Discipline      | Resultaat | Prestatie                                                                                              |
| ------------ | --------------- | --------- | --- |
| Bård Nesteng | individueel (m) | 17e       | plaatsingsronde: 26ste met 663 punten 1ste ronde: W van TPE Yu: 6–5 2de ronde: V van JPN Furukawa: 0–6 |

### Golf
| Olympiër           | Discipline | Resultaat | Prestatie                   |
| ------------------ | ---------- | --------- | --------------------------- |
| Espen Kofstad      | mannen     | 43e       | totaal: 286 punten (par +2) |
|                    |            |           |                             |
| Suzann Pettersen   | vrouwen    | 10e       | totaal: 277 punten (par –7) |
| Marianne Skarpnord | vrouwen    | 25e       | totaal: 283 punten (par –1) |

### Gymnastiek
| Olympiër         | Discipline               | Resultaat | Prestatie |
| ---------------- | ------------------------ | --------- | --- |
| Stian Skjerahaug | meerkamp individueel (m) | 32e       | kwalificatie: 32ste brug: 49ste met 14,266 punten rekstok: 51ste met 13,700 punten vloer: 40ste met 14,166 punten paard voltige: 34ste met 14,233 punten ringen: 67ste met 13,266 punten sprong: 30ste met 14,700 punten totaal: 84,331 punten |

### Handbal
| Olympiër | Onderdeel | Resultaat | Prestatie |
| --- | --------- | --------- | --- |
| Kari Aalvik Grimsbø VS Mari Molid Emilie Hegh Arntzen Veronica Kristiansen Ida Alstad Heidi Løke Nora Mørk Stine Bredal Oftedal Katrine Lunde Linn-Kristin Riegelhuth Koren Amanda Kurtović Camilla Herrem Sanna Solberg | vrouwen   | Brons     | groep A: 2de V van Brazilië: 28-31 W van Spanje: 27-24 W van Angola: 30-20 W van Montenegro: 28-19 W van Roemenië: 28-27 kwartfinale: W van Zweden: 33-20 halve finale: V van Rusland: 37-38 bronzen finale: W van Nederland: 36-26 |

| № | Land       | Wedstrijden | Wedstrijden | Wedstrijden | Wedstrijden | Doelpunten | Doelpunten | Doelpunten | Punten |
| - | ---------- | ----------- | ----------- | ----------- | ----------- | ---------- | ---------- | ---------- | ------ |
| № | Land       | G           | W           | G           | V           | V          | T          | Saldo      | Punten |
| 1 | Brazilië   | 5           | 4           | 0           | 1           | 138        | 107        | +31        | 8      |
| 2 | Noorwegen  | 5           | 4           | 0           | 1           | 141        | 121        | +20        | 8      |
| 3 | Spanje     | 5           | 3           | 0           | 2           | 125        | 116        | +9         | 6      |
| 4 | Angola     | 5           | 2           | 0           | 3           | 116        | 128        | –8         | 4      |
| 5 | Roemenië   | 5           | 2           | 0           | 2           | 108        | 119        | –12        | 4      |
| 6 | Montenegro | 5           | 0           | 0           | 5           | 107        | 134        | –27        | 0      |

| Ronde          | Datum | Lokale tijd | MEZT           | Plaats     | Land  | Score     | Land |
| -------------- | ----- | ----------- | -------------- | ---------- | ----- | --------- | ---- |
| Groepsfase     |       |             |                |            |       |           |      |
| 6 augustus     | 09:30 | 14:30       | Rio de Janeiro | Noorwegen  | 28–31 | Brazilië  |      |
| 8 augustus     | 14:40 | 19:40       | Rio de Janeiro | Spanje     | 24–27 | Noorwegen |      |
| 10 augustus    | 16:40 | 21:40       | Rio de Janeiro | Noorwegen  | 30–20 | Angola    |      |
| 12 augustus    | 16:40 | 21:40       | Rio de Janeiro | Montenegro | 19–28 | Noorwegen |      |
| 14 augustus    | 16:40 | 21:40       | Rio de Janeiro | Noorwegen  | 28–27 | Roemenië  |      |
| Kwartfinale    |       |             | Rio de Janeiro |            |       |           |      |
| 16 augustus    | 17:00 | 22:00       | Rio de Janeiro | Zweden     | 20–33 | Noorwegen |      |
| Halve finale   |       |             | Rio de Janeiro |            |       |           |      |
| 18 augustus    | 20:30 | 01:30       | Rio de Janeiro | Noorwegen  | 37–38 | Rusland   |      |
| Bronzen finale |       |             | Rio de Janeiro |            |       |           |      |
| 20 augustus    | 11:30 | 16:30       | Rio de Janeiro | Nederland  | 26–36 | Noorwegen |      |

### Roeien
| Olympiër                     | Discipline             | Resultaat | Prestatie |
| ---------------------------- | ---------------------- | --------- | --- |
| Nils Jakob Hoff              | skiff (m)              | 11e       | serie 6: 1ste in 7.17,47 kwartfinale 1: 3de in 6.57,94 halve finale 1: 6de in 7.39,12 finale B: 5de in 7.02,66 |
| Kristoffer Brun Are Strandli | lichte dubbel-twee (m) | Brons     | serie 2: 1ste in 6.24,81 halve finale 2: 2de in 6.38,65 finale: 3de in 6.31,39                                 |
| Kjetil Borch Olaf Tufte      | dubbel-twee (m)        | Brons     | serie 2: 2de in 6.30,58 halve finale 1: 2de in 6.13,50 finale: 3de in 6.53,25                                  |

### Schietsport
| Olympiër              | Discipline                 | Resultaat | Prestatie                                                                     |
| --------------------- | -------------------------- | --------- | ----------------------------------------------------------------------------- |
| Ole Kristian Bryhn VO | 10m luchtgeweer (m)        | 40e       | kwalificatie: 40ste met 617,9 punten (103,1-103,3-103,4-102,9-103,0-102,2)    |
| Are Hansen            | 10m luchtgeweer (m)        | 10e       | kwalificatie: 10de met 624,4 punten (101,5-104,5-103,8-103,9-105,1-105,6)     |
| Odd Arne Brekne       | 50m drie houdingen (m)     | 13e       | kwalificatie: 13de met 1171 punten (392-396-383)                              |
| Ole Kristian Bryhn    | 50m drie houdingen (m)     | 8e        | kwalificatie: 3de met 1177 punten (394-396-387) finale: 8ste met 400,4 punten |
| Odd Arne Brekne       | 50m liggend (m)            | 28e       | kwalificatie: 28ste met 620,9 punten (103,3-103,5-101,4-103,8-103,4-105,5)    |
| Ole Kristian Bryhn    | 50m liggend (m)            | 43e       | kwalificatie: 43ste met 616,7 punten (102,6-101,9-101,7-104,5-104,4-101,6)    |
|                       |                            |           |                                                                               |
| Malin Westerheim      | 10m luchtgeweer (v)        | 30e       | kwalificatie: 30ste met 412,2 punten (102,2-103,0-103,5-103,5)                |
| Malin Westerheim      | 50m geweer 3 houdingen (v) | 17e       | kwalificatie: 17de met 578 punten (198-195-185)                               |

### Taekwondo
| Olympiër   | Discipline | Resultaat | Prestatie                         |
| ---------- | ---------- | --------- | --------------------------------- |
| Tina Skaar | +67kg (v)  | 11e       | 1ste ronde: V van SRB Mandić: 2–8 |

### Triatlon
| Olympiër             | Discipline | Resultaat | Prestatie |
| -------------------- | ---------- | --------- | --------- |
| Kristian Blummenfelt | mannen     | 13e       | 1:47.31   |

### Wielersport
| Olympiër               | Discipline       | Resultaat | Prestatie                                                               |
| BMX                    | BMX              | BMX       | BMX                                                                     |
| ---------------------- | ---------------- | --------- | ----------------------------------------------------------------------- |
| Tore Navrestad         | mannen           | 24e       | plaatsingsronde: 28ste in 36,484 (28e) kwartfinale 4: 6de met 19 punten |
| Mountainbike           |                  |           |                                                                         |
| Gunn-Rita Dahle Flesjå | vrouwen          | 10e       | 1:33.34                                                                 |
| Weg                    |                  |           |                                                                         |
| Edvald Boasson Hagen   | tijdrit (m)      | 30e       | 1:21.12,35                                                              |
| Sven Erik Bystrøm      | wegwedstrijd (m) | DNF       | niet gefinisht                                                          |
| Edvald Boasson Hagen   | wegwedstrijd (m) | DNF       | niet gefinisht                                                          |
| Vegard Stake Laengen   | wegwedstrijd (m) | 50e       | 6:30.05                                                                 |
| Lars Petter Nordhaug   | wegwedstrijd (m) | 48e       | 6:30.05                                                                 |
|                        |                  |           |                                                                         |
| Vita Heine             | tijdrit (v)      | 25e       | 50.23,39                                                                |
| Vita Heine             | wegwedstrijd (v) | 33e       | 3:58.34                                                                 |

### Worstelen
| Olympiër          | Discipline  | Resultaat   | Prestatie |
| Vrije stijl       | Vrije stijl | Vrije stijl | Vrije stijl |
| ----------------- | ----------- | ----------- | --- |
| Signe Marie Store | –69kg (v)   | 18e         | voorronde: vrij 1ste ronde: V van SWE Fransson: 0–9 |
| Grieks-Romeins    |             |             | |
| Stig André Berge  | –59kg (m)   | Brons       | voorronde W van KOR Lee: 2–0 1ste ronde: W van BLR Daoerov: 3–0 kwartfinale: V van JPN Ota: 0–4 herkansingen: W van KAZ Kebispajev: 2–0 bronzen finale: W van AZE Bajramov: 3–1 |

### Zeilen
| Olympiër                 | Discipline   | Resultaat | Prestatie                                       |
| ------------------------ | ------------ | --------- | ----------------------------------------------- |
| Anders Pedersen          | Finn (m)     | 17e       | 109 punten: (8-16-18-8-22-16-9-14-5-15)         |
| Kristian Ruth            | Laser        | 27e       | 209 punten: (UFD-13-32-2-29-16-25-15-30)        |
|                          |              |           |                                                 |
| Maria Mollestad          | RS:X (v)     | 12e       | 141 punten: (14-10-20-14-18-20-14-6-11-7-17-11) |
| Tiril Bue                | Laser Radial | 23e       | 163 punten: (18-18-13-6-19-24-22-25-18-27)      |
| Maia Agerup Ragna Agerup | 49erFX       | 14e       | 132 punten: (10-18-15-17-9-17-13-4-6-13-17-11)  |

### Zwemmen
| Olympiër            | Discipline            | Resultaat | Prestatie                                         |
| ------------------- | --------------------- | --------- | ------------------------------------------------- |
| Henrik Christiansen | 200m vrije slag (m)   | 40e       | serie 2: 6de in 1.50,09                           |
| Henrik Christiansen | 400 m vrije slag (m)  | 17e       | serie 6: 6de in 3.47,90                           |
| Henrik Christiansen | 1500 m vrije slag (m) | 8e        | serie 5: 6de in 14.55,40 finale: 8ste in 15.02,66 |
|                     |                       |           |                                                   |
| Susann Bjørnsen     | 50m vrije slag (v)    | 24e       | serie 7: 1ste in 25,05                            |
| Susann Bjørnsen     | 100m vrije slag (v)   | 27e       | serie 2: 1ste in 55,35                            |